# Корси, Доменико Мария
Доменико Мария Корси (итал. Domenico Maria Corsi; 1633, Флоренция, Великое герцогство Тосканское — 6 ноября 1697, Римини, Папская область) — итальянский кардинал. Епископ Римини с 7 июля 1687 по 6 ноября 1697. Камерленго Священной Коллегии кардиналов с 14 января по 6 ноября 1697. Кардинал-дьякон со 2 сентября 1686, с титулярной диаконией Сант-Эустакьо с 30 сентября 1686 по 3 декабря 1696. Кардинал-священник с титулом церкви Сан-Пьетро-ин-Монторио с 3 декабря 1696 по 6 ноября 1697.